# Камон Камон
«Камон Камон» (англ. C'mon C'mon) — американский чёрно-белый драматический фильм режиссёра Майка Миллса. Главные роли исполнили Хоакин Феникс, Гэби Хоффманн и Вуди Норман.
Мировая премьера фильма состоялась на кинофестивале «Теллурайд» 2 сентября 2021 года, 19 ноября он был выпущен в ограниченный прокат компанией A24. Выход в российский прокат состоялся 17 февраля 2022 года. Фильм получил положительные отзывы кинокритиков.

## Сюжет
Согласно опубликованному синопсису, фильм расскажет о радиожурналисте, который вместе со своим племянником отправляется в путешествие, которое изменит их раз и навсегда.

## В ролях
- Хоакин Феникс — Джонни
- Гэби Хоффманн — Вив
- Вуди Норман — Джесси
- Скут Макнейри — Пол
- Молли Уэбстер — Роксана
- Джабуки Янг-Уайт — Фернандо
- Дебора Стрэнг — Кэрол

## Награды и номинации
- 2021 — премия «Золотая лягушка» и приз зрительских симпатий фестиваля Camerimage (Робби Райан, Майк Миллс).
- 2021 — попадание в десятку лучших независимых фильмов года по версии Национального совета кинокритиков США.
- 2022 — номинация на премию BAFTA за лучшую мужскую роль второго плана (Вуди Норман).
- 2022 — три номинации на премию «Независимый дух»: лучший фильм, лучший режиссёр (Майк Миллс), лучший сценарий (Майк Миллс).
- 2022 — три номинации на премию «Спутник»: лучший оригинальный сценарий (Майк Миллс), лучший драматический актёр (Хоакин Феникс), лучшая операторская работа (Робби Райан).
- 2022 — премия Лондонского кружка кинокритиков лучшему молодому британскому/ирландскому актёру (Вуди Норман).